# Richard Bassett
Richard Bassett (Cecil County (Maryland), 2 april 1745 - Kent County (Delaware), 15 augustus 1815) was een Amerikaans advocaat en politicus uit Dover. Hij heeft gestreden in de Revolutie en was afgevaardigde bij de Constitutional Convention. Tevens was hij voor de Federalistische Partij tussen 1799 en 1801 gouverneur van Delaware en vanaf 1789 vier jaar lang senator voor diezelfde staat.

## Levensloop
Bassett studeerde rechten onder rechter Robert Goldsborough. In 1770 kreeg hij zijn aanstelling tot advocaat. Hij verhuisde naar Dover, Delaware, en begon daar een eigen praktijk. Hij bouwde al snel een goede naam voor zichzelf op. Hij was een gematigd revolutionair, maar werd in 1774 toch gekozen in een Boston Relief Comittiee. In 1775 hielp hij mee de grondwet van Delaware op te stellen en werd daarna als conservatief gekozen in de volksvergadering van Delaware. daarna verschillende jaren in de volksvergadering van Delaware.
Zijn belangrijkste bijdrage aan de Amerikaanse revolutie was dat hij hielp een leger op de been te brengen. Hij maakte plannen voor de ontwikkeling van 1st Delaware Regiment. Dit regiment kwam er ook daadwerkelijk en was met 800 manschappen het grootste bataljon in het leger, terwijl Delaware een van de kleinere staten. Toen het Britse leger door het noordelijk gebied van New Castel County marcheerde, op weg naar de Slag bij Brandywine, voegde Bassett zich als vrijwilliger bij het leger. Bassett bleef ook na de oorlog actief in het leger door leiding te geven aan Dover Light Horse, een militaire cavalerie-eenheid van Kent County.
Ook was Bassett een van delegatieleden naar de Constitutional Convention. Hoewel hij zich weinig in de discussie mengde ondertekende hij uiteindelijk de grondwet wel. In Delaware moest de grondwet ook worden herzien en Bassett leidde samen met John Dickinson het proces voor een revisie van de grondwet.
In 1789 was Bassett gekozen in de nieuw gevormde Senaat. Hij had daarin 4 jaar zitting.Van 1793 tot 1799 was hij de opperrechter van het hooggerechtshof van de staat Delaware. Van 1799 tot 1801 was hij gouverneur van de staat Delaware.

## Persoonlijk
Basset trouwde in 1774 met Ann Ennals. Samen kregen zij drie kinderen. Na de dood van zijn eerste vrouw hertrouwde hij in 1796 met Betsy Garnett. Basett was een toegewijd lid van de Methodistische Kerk. Van uit zijn geloof was hij ook voorstander van de afschaffing van de slavernij. Bassett liet ook zijn eigen slaven vrij.
Baldwin · Bassett · Bedford · Blair · Blount · Brearley · Broom · Butler · Carroll · Clymer · Daniel · Dayton · Dickinson · Few · Fitzsimons · Franklin · Gilman · Gorham · Hamilton · Ingersoll · Johnson · King · Langdon · Livingston · Madison · McHenry · Mifflin · G. Morris · R. Morris · Paterson · C. C. Pinckney · Pinckney · Read · Rutledge · Sherman · Spaight · Washington · Williamson · Wilson
- Bibliothèque nationale de France: cb169791609 (data)
- Gemeinsame Normdatei: 1194660827
- International Standard Name Identifier: 0000 0001 0947 7321
- Library of Congress Control Number: n85075129
- National Archives and Records Administration: 10569895
- Nationale Bibliotheek van Israël: 987007355125705171
- SNAC: w6g168x6
- Système universitaire de documentation: 061282413
- Biographical Directory of the United States Congress: B000226
- Virtual International Authority File: 30963884
- WorldCat: E39PCjDX6qRrVBhRVbP8VpVMrm